# 马舍迈松
马舍迈松（法語：Marchemaisons，法語發音：[maʁʃəmɛzɔ̃] ⓘ）是法国奥恩省的一个市镇，属于阿朗松区。

## 地理
马舍迈松（48°31'18"N, 0°18'11"E）面积8.85 平方千米，位于法国诺曼底大区奧恩省，该省份为法国西北部内陆省份，北起顺时针与卡爾瓦多斯省、厄尔省、厄尔-卢瓦省、萨尔特省、马耶讷省和芒什省接壤。
与马舍迈松接壤的市镇（或旧市镇、城区）包括：欧奈莱布瓦、圣奥班达珀奈、萨尔特河畔圣莱热、莱旺特德布尔斯。
马舍迈松的时区为UTC+01:00、UTC+02:00（夏令时）。

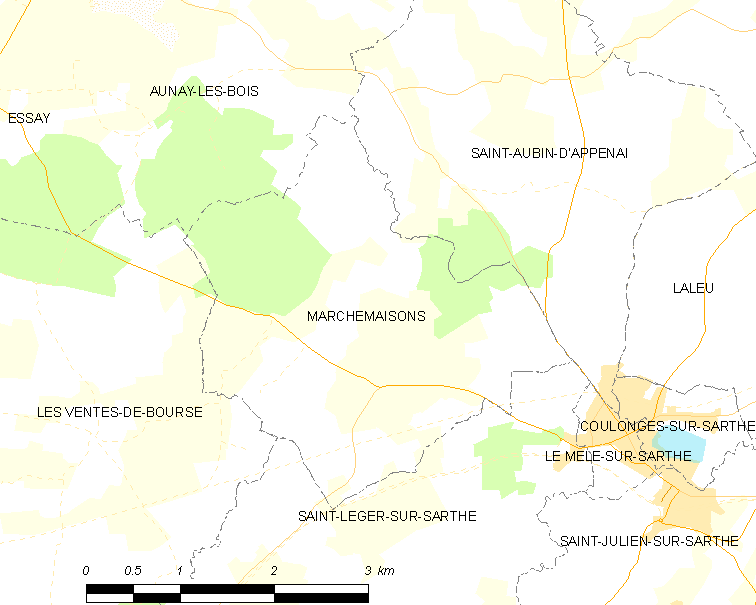
马舍迈松的OSM定位图

## 行政
马舍迈松的邮政编码为61170，INSEE市镇编码为61251。

## 政治
马舍迈松所属的省级选区为埃库沃县。

## 人口

1962-2008年间马舍迈松人口变化图示

马舍迈松于2022年1月1日时的人口数量为157人。